# قاطر (فیلم ۲۰۱۳)
قاطر (اسپانیایی: La mula‎) یک فیلم درام عاشقانه اسپانیایی است که در سال ۲۰۱۳ منتشر شد.

## خلاصه داستان
ماجرای فیلم از آخرین مراحل جنگ داخلی اسپانیا شروع می‌شود و حوادث ناگواری را دنبال می‌کند که برای سرجوخه یک گروه شورشی به نام «خوان کاسترو» روی می‌دهد که قاطری را در میدان جنگ پیدا می‌کند. کاسترو با داشتن قاطر و ۴۰۰ پزوتا، سعی می‌کند علاقه‌مندی دختری به «کونچی» را به خود جلب کند.

## بازیگران
- ماریو کاساس در نقش خوان کاسترو[۳]
- ماریا والورده در نقش کونچی[۳]
- سکون د لا روسا در نقش چاتو[۳]
- خسوس کاروسا در نقش چوری[۳]
- لوئیس کایخو  در نقش سرهنگ دوم تروئیتینیو[۳]